# 팔레 데 나시옹

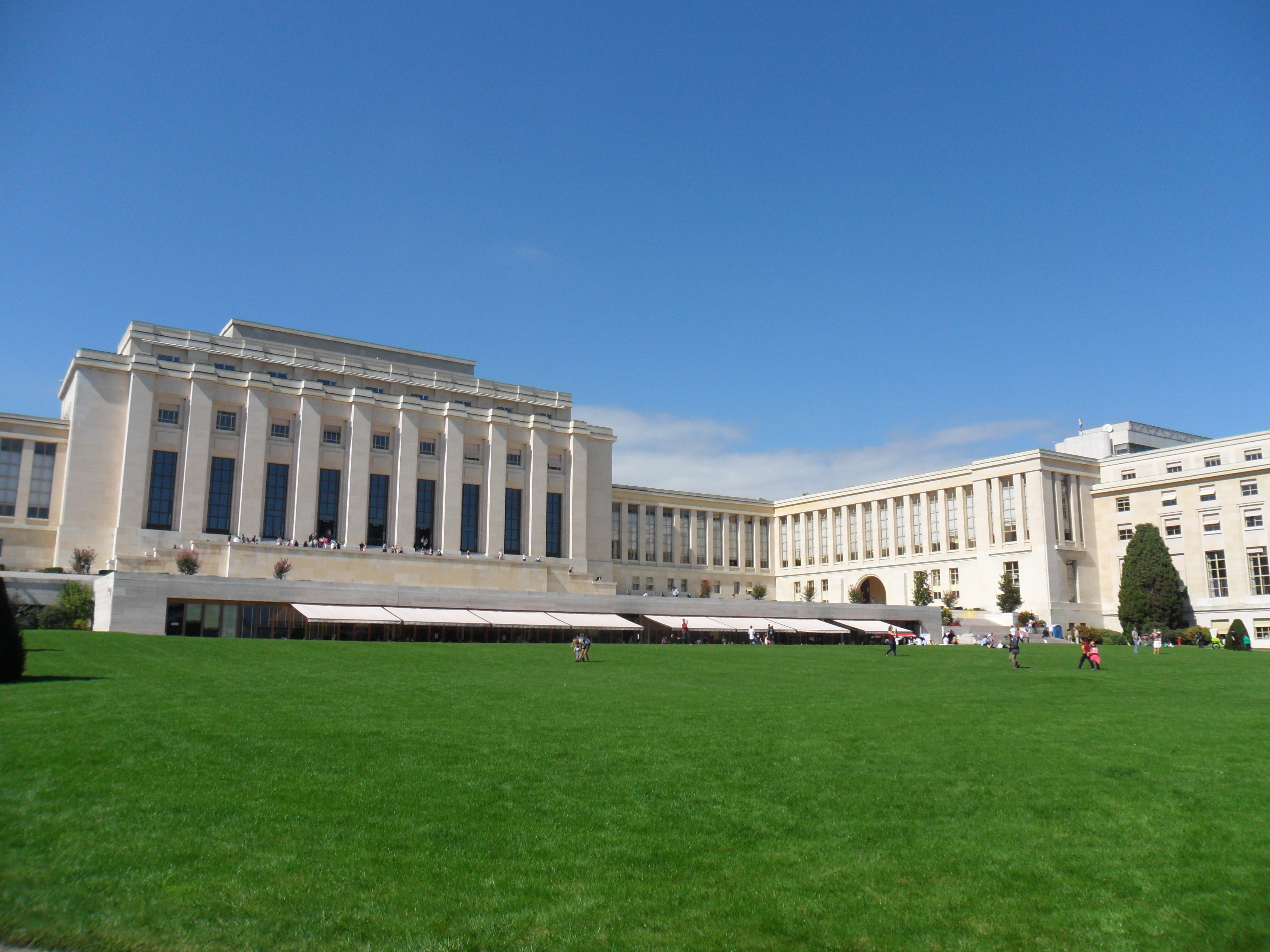

팔레 데 나시옹(프랑스어: Palais des Nations)은 스위스 제네바에 위치한 유엔 제네바 사무국의 본거지이다. 국제 연맹의 본사 역할을 하기 위해 1929년부터 1938년 사이에 지어졌다. 1946년 유엔 사무총장이 스위스 기관들의 본사 동의에 서명한 1946년부터 유엔 제네바 사무국의 본거지 역할을 해오고 있지만 스위스는 2002년이 되어서야 유엔의 일원이 되었다.
2012년만을 기준으로 팔레 데 나시옹은 10,000건 이상의 정부 간 회의를 주최했다.